# Asteriks i Latravijata (strip)
Asteriks i Latravijata je 31. epizoda strip edicije Asteriks. U Srbiji je premijerno objavljen u decembru 2018. godine u izdanju Čarobne knjige iz Beograd. Epizoda nije objavljena pojedinačno već kao deo integrala #11 sa još dve epizode na stranama 7-50.

## Originalna epizoda
Originalna epizoda je premijerno objavljena u Francuskoj 2001. godine u izdanju Les Éditions Albert René pod nazivom Astérix et Latraviata. Alberto Uderzo je napisao scenario i nacrtao epizodu. Početni tiraž je bio 3 miliona u Francuskoj i 8 miliona u Evropi.

## Kratak sadržaj
Celo galsko selo pripremilo je rođendansku proslavu za Asteriksa i Obeliksa. Proslavi prisustvuju i njihove majke, ali ne i očevi – Astronomiks i Oblutiks – koji u Kondatu, gradu u središnoj Francuskoj, drže radnju “Savremenik” u kojoj prodaju stećke i delove rimske uniforme. Majke vrše pritisak na Asteriksa i Obeliksa da se ožene, ali oni na to ne pristaju. Za to vreme, rimska vojska upada u radnju “Savremenik” da bi ukrala kacigu i mač koji su pripadali Pompeju, koji se sprema da u Galiji digne ustanak protv Cezara. (Cezar je prethodno proterao Pompeja iz Senata.) Astronomiks i Oblutiks su mač i kacigu već poklonili Asteriksu i Obeliksu za rođendan. Perfekt Kondata Bonusmalus je smislio plan kako da povrati kacigu i mač. 
Perfekt Bonusmalus je našao tragetkinju Latravijatu koja, kada se preruši, veoma liči na Lepaluki, devojku iz galskog sela na koju su Asterks i Obeliks slabi. Lepaluki živi u Kondatu s mužem i retko odlazi u Galsko selo.
Latravijata odlazi u Galsko selo u kočijama sa Bankomatusom i predstavlja se kao Lepaluki. U selu niko ne sumnja u prevaru. Ona zavodi Asteriksa i Obeliksa i uspeva da im ukrade mač i kacigu. Ali njih dvojica ipak naslućuju da nešto nije u redu sa njihovim očevima i kreću sa Latravijatom i Bankomatusom nazad u Kondat i na putu sreću Pravu Lepaluki i njenog muža Tragikomiksa. Asteriks i Obeliks shvataju da su prevareni a Latravijata im priznaje da ih je prefekt Bonusmalus angažovao da mu donesu mač i kacigu. Asteriks i Obeliks stižu u Kondat i oslobađaju svoje očeve, ali tamo srežu i Julija Cezara i predaju mu Pompeja i Bonusmalusa. Zahvalni Cezar im uručuje trofej “Zlatni ja”, koji Asteriks predaje Latravijati koja ga koristi za pozorišni angažan u rimskim pozorištima.

## Istorijske činjenice
Na putu iz sela u Kondat, Asteriks objašnjava Obeliksu istorijske činjence oko Prvog Trijumvirata (trajao od 60-53. g pre nove ere), koji su činili Cezar, Pompej i Kras. Nakon Krasove smrti, Cezar je smenio Pompeja i proterao ga da bi postao diktator. 